# Длиннохвостые личинкоеды
Длиннохвостые личинкоеды (лат. Pericrocotus) — род воробьиных птиц из семейства личинкоедовых (Campephagidae). Представители рода распространены на юге и востоке Азии. Это довольно маленькие, стройные птицы с длинными хвостами и прямой осанкой. Многие виды имеют ярко-красные или жёлтые участки оперения. Питаются они в основном насекомыми, собравшись группами в кронах деревьев.
Научное название рода Pericrocotus происходит от сочетания слов др.-греч. περι — «много, вокруг» и др.-греч. κροκωτος — «золотисто-жёлтый».
В состав рода включают 15 видов:
- Pericrocotus erythropygius — Белобрюхий длиннохвостый личинкоед
- Pericrocotus albifrons
- Pericrocotus igneus
- Pericrocotus cinnamomeus — Карликовый длиннохвостый личинкоед
- Pericrocotus solaris — Серогорлый длиннохвостый личинкоед
- Pericrocotus miniatus — Суматранский длиннохвостый личинкоед
- Pericrocotus brevirostris — Короткоклювый длиннохвостый личинкоед
- Pericrocotus lansbergei — Сумбавский длиннохвостый личинкоед
- Pericrocotus ethologus — Чёрно-красный длиннохвостый личинкоед
- Pericrocotus flammeus — Огненнобрюхий длиннохвостый личинкоед
- Pericrocotus speciosus
- Pericrocotus divaricatus — Пепельный длиннохвостый личинкоед, или серый личинкоед
- Pericrocotus tegimae
- Pericrocotus cantonensis
- Pericrocotus roseus — Розовый длиннохвостый личинкоед